# Kryokauter
Kryokauter je operační přístroj určený pro kryochirurgické operace. Principem je aplikace velmi nízkých teplot za účelem destrukce tkáně. Název pochází z řeckého slova kryos (κρύο) ("chlad") a druhá část z latinského "cauterisatio" (vypalování).

## Expanzní
Expanzní kryokautery využívají Joule-Thomsonova principu, tedy ochlazování stlačeného plynu při prudké expanzi. Používá se zejména stlačený oxid dusný (rajský plyn). Jeho expanzí se dosahuje teploty až −89 °C. Je nutno podotknout, že tato teplota a výkon expanzních přístrojů není pro většinu operací dostatečný, a i když pracují s velkým přetlakem (několik desítek barů) a mají velkou spotřebu plynu. Neprochladí tkáň dostatečně hluboko ani za delší operační čas. Využívají se zejména pro odstraňování malých nezhoubných nádorů a s velkou výhodou velice často pro pomocné a dokončovací operace například v očním lékařství. Pro oftalmologii jsou nepostradatelnými pomocníky.

## Dusíkové

### Popis činnosti
Kapalný dusík (teplota varu −196 °C) se při pokojové teplotě odpařuje. Je-li v uzavřené nádobě, trvale vytváří přetlak. Popišme si cestu, kterou dusík projde při kryochirurgické operaci: Ze zásobníku kryokauteru prochází díky tlaku tenkou trubicí směrem k operačnímu výměníku a dále k ventilu. Ventil se (při stisknutí spouště operatérem) otevře a pustí dusík dál. V tepelném – operačním výměníku dusík odevzdá svou chladicí energii – nízkou teplotu. Dusík se naopak ohřeje a v podobě plynu je odváděn ven z přístroje. Na tepelný výměník navazuje chirurgická koncovka, operační nástroj potřebného tvaru a velikosti pro různé lékařské aplikace. Mražená tkáň tedy nepřijde do přímého kontaktu s dusíkem. Během operace koncovka ke tkáni přimrzne. Na přístroji je tedy ještě jeden úkol a to ohřev koncovky pro snadné odstranění. U automatických přístrojů je celý proces řízen mikropočítačem a obsluha jen spínačem kontroluje dobu, po kterou přístroj mrazí. Tuto dobu kryokautery vyšší generace zobrazují na displeji. Tato doba operace a tvar vytvářeného "iceballu" jsou pro lékaře hlavními signály pro ukončení kryochirurgického výkonu.

### Autonomní
Jejich součástí je malá nádoba s kapalným dusíkem. Výhodou je vysoká účinnost těchto přístrojů díky nízkým tepelným ztrátám "během cesty" a díky originálně řešeným výměníkům s velmi malou spotřebou media. Tyto přístroje vznikly v České republice koncem 70. let 20. století a vyrábějí se dodnes.

### S externím zásobníkem
Chirurgický nástroj je napojen hadicí na větší dewarovu nádobu. Výhodou je méně časté doplňování chladicího média do přístroje. Nicméně tato výhoda zaniká s použitím kvalitního tepelného výměníku u autonomních přístrojů. Oproti autonomním přístrojům je však nelze použít k operaci zhoubných nádorů. Důvodem je nízký výkon způsobený ztrátami během transportu dusíku z velké dewarovy nádoby do nástroje.